# 秋田県道65号寺内新屋雄和線
秋田県道65号寺内新屋雄和線（あきたけんどう65ごう てらうちあらやゆうわせん）は、秋田県秋田市を通る県道（主要地方道）である。
当県道は秋田市の西（日本海側）から雄物川沿いを南下するルートで、現道と都市計画道路新屋豊岩線に指定されるバイパス区間との2つの路線からなる。

## 概要
起点の港大橋交差点から日本海の海岸方向へ西に進み、海岸を南下する。この区間はあかしやロードの愛称がある。雄物川沿いを東へ進んで突き当たりの船場町交差点を右折し、さらに川岸を左折、雄物新橋を渡ると秋田市新屋地区へ入る。JR東日本 羽越本線 新屋駅前で秋田県道56号秋田天王線と合流して南下する。
大森山動物園交差点で西方向から延びる支線（都市計画道路新屋豊岩線）と合流し東へ進んで羽越本線と交差し、雄物川沿いを南下する。日本海東北自動車道と立体交差したのち、黒瀬橋を渡って終点の秋田県道9号秋田雄和本荘線交点に至る。

### 路線データ
- 総延長 : 21.125 km[3]
- 実延長 : 21.087 km[3]
- 起点 : 秋田県秋田市寺内字蛭根85番38（国道7号交点、港大橋交差点）[4]
- 終点 : 秋田県秋田市雄和椿川字川端580番3（秋田県道9号秋田雄和本荘線交点）[4]
- 未供用区間 : なし[3]

## 歴史
- 1993年（平成5年） 5月11日 - 建設省から、県道椿川新屋線・県道新屋土崎港線の一部が寺内新屋雄和線として主要地方道に指定される[5]。
- 1994年（平成6年）4月1日 - 主要地方道に指定された区間が秋田県道に認定される[4]。
- 2012年（平成24年）7月31日 - 現道の秋田市新屋渋谷町91番2から豊岩豊巻字内縄尻342番47までが認定を解除され、新屋駅前から豊岩豊巻字内縄尻まで新屋豊岩線が現道となる[6]。

## 路線状況

### 愛称
あかしやロード
秋田市新屋町字割山 - 秋田市砂奴寄（1987年度認定）
勝平通り
新屋船場前交差点 - 県自動車運転試験場 - 旧空港（1985年度認定）
はまなすロード

### 重複区間
- 秋田県道56号秋田天王線（秋田市新屋表町・新屋駅入口交差点 - 秋田市浜田館ノ丸・大森山動物園交差点）
- 秋田県道240号川添下浜停車場線（秋田市下浜楢田・交点 - 秋田市雄和下黒瀬字野中・県道240号起点）

### 冬期閉鎖区間
- なし[7]

### 交通不能区間
- なし[8]

### 道路施設
- 新港大橋（旧雄物川）
- 雄物新橋（雄物川）
- 黒瀬橋（雄物川）

## 地理

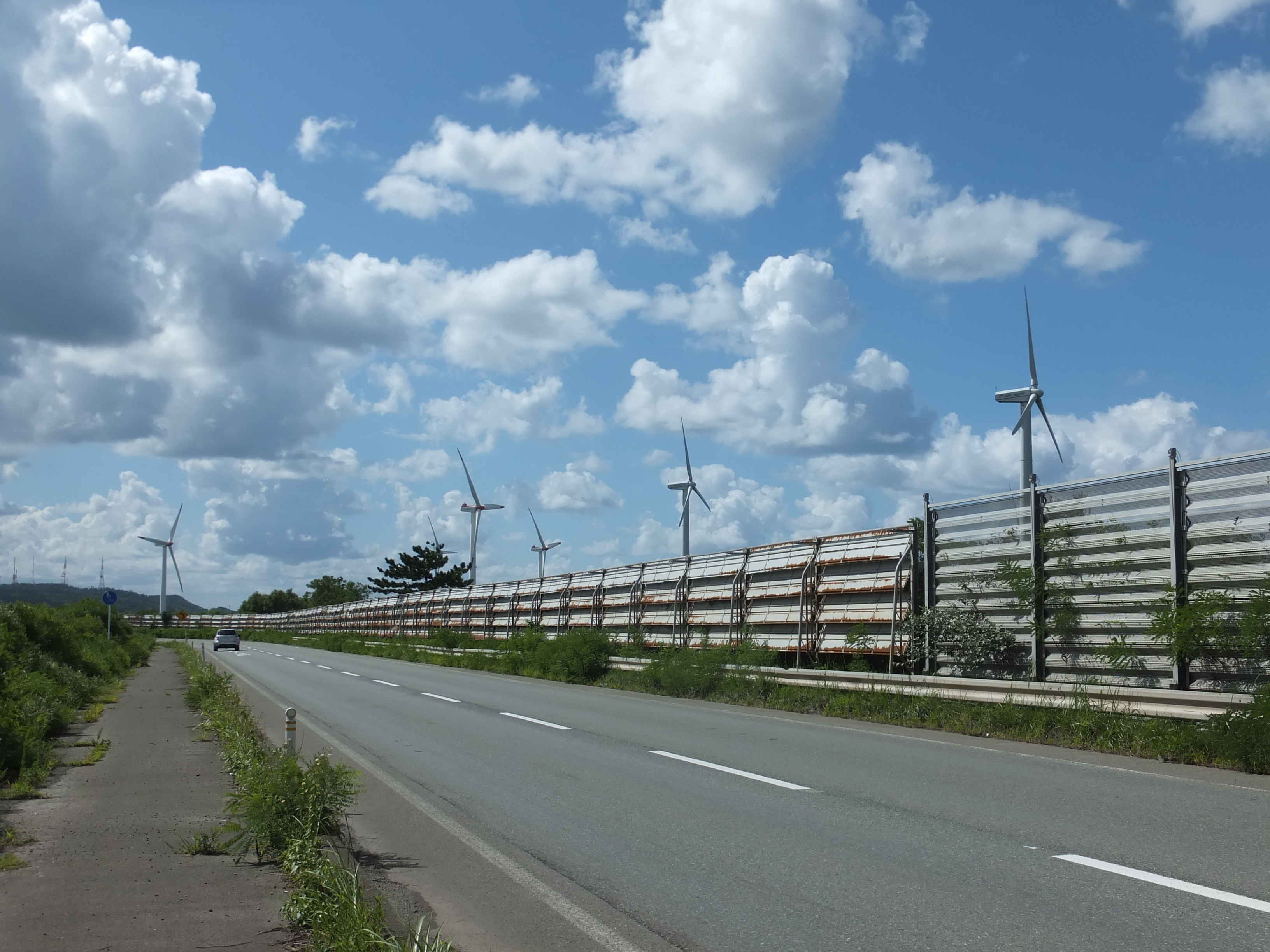
秋田新屋ウィンドファーム付近

### 交差する道路
| 施設名             | 接続路線名                                          | 備考                                                | 所在地                                                                      |
| ------------------ | --------------------------------------------------- | --------------------------------------------------- | --------------------------------------------------------------------------- |
| 港大橋前交差点     | 国道7号秋田北バイパス （=重複国道101号・国道285号） | 起点                                                | 秋田市寺内字蛭根                                                            |
| 新港大橋           | 〈旧雄物川〉                                        |                                                     | 秋田市                                                                      |
| 南浜ランプ         | 国道7号秋田南バイパス                               |                                                     | 秋田市新屋町字割山北緯39度41分54.27秒 東経140度4分6.45秒                    |
| 雄物新橋           | 〈雄物川〉                                          |                                                     | 秋田市浜田字新町後～新屋町三ツ小屋                                          |
| 新屋駅入口交差点   | 秋田県道56号秋田天王線                              |                                                     | 秋田市新屋表町北緯39度40分50.64秒 東経140度5分6.94秒                        |
| 大森山動物園交差点 | 秋田県道56号秋田天王線 都市計画道路新屋豊岩線       | 県道65現道・新屋豊岩線交点                          | 秋田市浜田館ノ丸北緯39度40分14.21秒 東経140度4分56.75秒                     |
|                    | 市道（協雄大橋） （秋田県道61号秋田御所野雄和線）   | 協雄大橋の東側（秋田市御野場新町）で 県道61号に接続 | 秋田市豊岩石田坂字上野北緯39度39分47.2秒 東経140度6分43.1秒                 |
|                    | 都市計画道路新屋豊岩線                              | 新屋豊岩線終点                                      | 秋田市豊岩豊巻字小山境                                                      |
|                    | 秋田県道240号川添下浜停車場線                       | - 県道240号終点                                     | 秋田市下浜楢田北緯39度37分9.48秒 東経140度8分46.44秒 秋田市雄和下黒瀬字野中 |
| 黒瀬橋             | 〈雄物川〉                                          |                                                     | 秋田市雄和下黒瀬川～雄和椿川                                                |
|                    | 秋田県道9号秋田雄和本荘線                           | 終点                                                | 秋田市雄和椿川字川端                                                        |

### 沿線の施設など
- 旧雄物川
- 雄物川
- 秋田県立武道館
- こまちスタジアム
- 自衛隊演習場
- 秋田県警察運転免許センター
- 新屋郵便局
- JR東日本 羽越本線 新屋駅

## 都市計画道路
都市計画道路新屋豊岩線（あらやとよいわせん）は全線が県道65号のバイパスとして供用開始した。起点は国道7号秋田南バイパスのランプで、大森山公園の東を通り、秋田市浜田館ノ丸の大森山動物園交差点で県道65号現道と合流し、秋田市豊岩豊巻字中山の県道65号現道上で終点となる。

### 路線データ
- 総延長 : 約7 km
- 起点 : 秋田市新屋町北愛宕町（国道7号交点、ランプ）北緯39度40分46.74秒 東経140度4分22.71秒
- 終点 : 秋田市豊岩豊巻字小山境（現道交点）北緯39度38分18.02秒 東経140度7分9.55秒
- 通行不能区間 : なし
- 冬季閉鎖区間 : なし

### 歴史
- 2002年（平成14年）11月19日 - 秋田市豊岩豊巻字内縄尻5番2地先から秋田市豊岩小山字中山124番3までが供用開始する[9]。

### 地理

#### 交差する道路
| 施設名             | 接続路線名                                                        | 備考                    | 所在地                 |
| ------------------ | ----------------------------------------------------------------- | ----------------------- | ---------------------- |
| 浜田こ道橋ランプ   | 国道7号                                                           | 起点                    | 秋田市新屋町北愛宕町   |
| 大森山動物園交差点 | 秋田県道56号秋田天王線 （=重複 秋田県道65号寺内新屋雄和線・現道） |                         | 秋田市浜田館ノ丸       |
|                    | 秋田県道65号寺内新屋雄和線                                        | 終点 県道65号現道へ連続 | 秋田市豊岩豊巻字小山境 |

### 沿線の施設
- 秋田市大森山動物園
- 豊岩浄水場